# Benedict Vesa
Benedict Vesa, pe numele laic Valentin-Cosmin Vesa, (n. 13 februarie 1984, Sartăș, România) este un cleric ortodox român care a îndeplinit funcția de episcop-vicar al Arhiepiscopiei Vadului, Feleacului și Clujului (din 2020 pâna în 2025). Din 27 martie 2025 îndeplinește funcția de episcop titular al Episcopiei Sǎlajului. Pe 6 aprilie 2025 este întronizat Episcop al Sălajului la Catedrala „Sfânta Vineri” din Zalău. 

## Biografie

### Studii

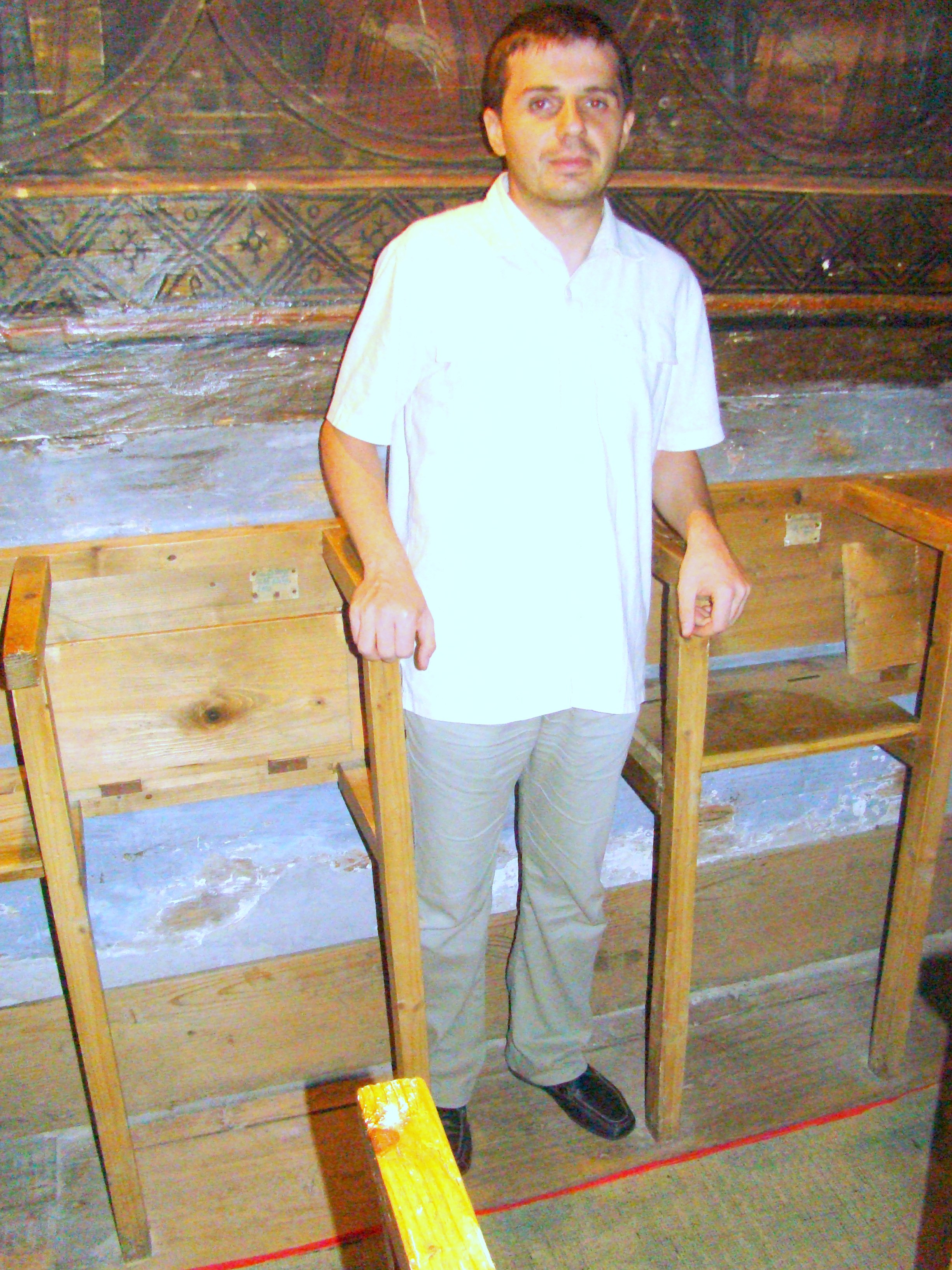
Valentin Vesa, student la Facultatea de Teologie, în Biserica de lemn din Sartăș (2011)

S-a născut pe 13 februarie 1984 în satul Sartăș din componența orașului Baia de Arieș (județul Alba). Era al doilea copil al preotului Ioan Vesa și al învățătoarei Elena-Mărioara Vesa. Fratele său mai mare, Marius-Ioan, a devenit ulterior inginer. A urmat studiile primare și gimnaziale în localitatea natală, apoi studiile liceale la Seminarul Teologic Ortodox „Mitropolit Simeon Ștefan” din Alba Iulia (1999-2004).
După absolvirea studiilor preuniversitare, a studiat la Facultatea de Teologie Ortodoxă a Universității „1 Decembrie 1918” din Alba Iulia, unde a urmat mai întâi cursurile de licență (2004-2008), finalizate cu o lucrare la disciplina Spiritualitate Ortodoxă, elaborată sub coordonarea arhiepiscopului Andrei Andreicuț, și apoi un program de master în teologie sistematică (2008-2010), finalizat cu o lucrare de disertație dedicată spiritualității Sfântului Isaac Sirul, elaborată sub îndrumarea aceluiași coordonator. În perioada studiilor universitare a lucrat ca redactor la Editura Reîntregirea a Arhiepiscopiei Alba Iuliei și a desfășurat o activitate misionară în cadrul Departamentului de Tineret al Arhiepiscopiei. A urmat în paralel un al doilea program de masterat la Institutul Ecumenic de la Bossey (Elveția) (2009-2011), pe care l-a absolvit cu o lucrare de disertație dedicată spiritualității ortodoxe și rolului său în dialogul ecumenic, elaborată sub coordonarea părintelui prof. dr. Ioan Sauca.
În anul 2010 s-a înscris la cursurile de doctorat de la Universitatea „1 Decembrie 1918” din Alba Iulia, dar s-a transferat apoi, după alegerea în 2011 a arhiepiscopului Andrei Andreicuț ca mitropolit al Clujului, Albei, Crișanei și Maramureșului, la Școala Doctorală „Isidor Todoran” din cadrul Universității Babeș-Bolyai din Cluj-Napoca. A obținut în 2013 titlul de doctor în teologie cu calificativul „summa cum laude” pentru teza Cunoașterea lui Dumnezeu la Sfântul Isaac Sirul. Itinerariul spiritual de la «dreptatea ascetică» la «dragostea duhovnicească», elaborată sub îndrumarea mitropolitului Andrei Andreicuț. În 2012, când era în ultimul an de doctorat la Cluj, a început un al doilea doctorat în studii istorice și istorico-religioase la Universitatea din Padova,  iar la începutul anului 2016 și-a susținut teza de doctorat cu tema The Doctrine of Knowledge in Isaac of Niniveh and the East Syriac Theology of the 7-8th Century, elaborată sub coordonarea siriacistului italian Paolo Bettiolo. În anul 2013 a devenit membru al Asociației Siriaciștilor din Italia.

### Activitatea monahală și didactică
În anul 2012 a fost numit în funcția de secretar eparhial al Arhiepiscopiei Vadului, Feleacului și Clujului, pe care a îndeplinit-o până la alegerea sa ca episcop. A fost, de asemenea, șef de cabinet al mitropolitului Andrei Andreicuț.
În anul 2014 a devenit cadru didactic la Catedra de Spiritualitate Ortodoxă a Facultății de Teologie Ortodoxă din Cluj-Napoca, fiind pe rând asistent (2014-2016) și lector (din 2016). A predat, de asemenea, un curs opțional de limba și literatura siriacă pentru ca studenții să cunoască literatura patristică a tradiției siriace și să poată să o analizeze într-un context istoric și cultural-lingvistic. A participat la numeroase simpozioane și conferințe teologice atât în România, cât și în străinătate și a susținut o serie de conferințe și prelegeri adresate preoților, studenților și credincioșilor din Arhiepiscopia Vadului, Feleacului și Clujului. Colaborează frecvent la revista Renașterea și la postul de radio cu același nume. A publicat cinci volume dedicate spiritualității siriace și trei volume de eseuri dedicate personalităților duhovnicești contemporane: La scaunul mărturisirii (Alexandru Mironescu), În preajma lui Alexandru Mironescu (Ileana Mironescu) și Hrisovul clipelor (ieroschimonahul Daniil de la Schitul Rarău/Sandu Tudor), precum și 50 de articole științifice în reviste sau volume colective din România și din străinătate.
A fost tuns în monahism pe 17 ianuarie 2015 la Mănăstirea Nicula de către Înaltpreasfințitul Părinte Andrei, mitropolit al Clujului, naș de călugărie fiindu-i arhimandritul Teofil Roman (marele eclesiarh al Catedralei Mitropolitane din Cluj-Napoca), primind cu acest prilej numele monahal de Benedict. A fost hirotonit ierodiacon la 24 ianuarie și apoi ieromonah la 30 ianuarie pe seama Catedralei Mitropolitane din Cluj-Napoca. La 1 ianuarie 2016 a fost înălțat la rangul de protosinghel, iar la 25 decembrie 2017, cu ocazia sărbătorii Nașterii Domnului, mitropolitul Andrei Andreicuț l-a ridicat la rangul de arhimandrit. Același ierarh i-a conferit la 2 decembrie 2018 Ordinul „Mihai Vodă” pentru clerici, cu cruce pectorală.

### Episcop-vicar al Arhiepiscopiei Clujului
La 17 decembrie 2019 Sfântul Sinod al Bisericii Ortodoxe Române a aprobat retragerea din activitate la cerere a lui Vasile Flueraș, episcopul vicar al Arhiepiscopiei Vadului, Feleacului și Clujului. Ca urmare, Sinodul mitropolitan al Mitropoliei Clujului, Maramureșului și Sălajului, prezidat de mitropolitul Andrei Andreicuț, s-a întrunit în ședință pe 9 ianuarie 2020 la Mănăstirea Rohia și i-a nominalizat drept candidați pentru postul vacant de episcop vicar pe arhimandritul Benedict Vesa, secretar eparhial al Arhiepiscopiei Clujului și lector universitar la Facultatea de Teologie Ortodoxă din Cluj-Napoca, și pe arhimandritul Samuel Cristea, profesor și duhovnic la Seminarul Teologic Ortodox din Cluj-Napoca. Sfântul Sinod al Bisericii Ortodoxe Române s-a întrunit în ședință la 13 februarie 2020 și l-a ales pe arhimandritul Benedict Vesa ca episcop-vicar al Arhiepiscopiei Vadului, Feleacului și Clujului, cu titulatura „Bistrițeanul”, cu 35 de voturi din 51 valid exprimate.
Benedict Vesa a fost hirotonit arhiereu la 23 februarie 2020 în Catedrala Mitropolitană din Cluj-Napoca de către mitropolitul Andrei Andreicuț, împreună cu un sobor de ierarhi format din Irineu Pop, arhiepiscopul Alba Iuliei, Iustin Hodea, episcopul Maramureșului și Sătmarului, Visarion Bălțat, episcopul Tulcei, Petroniu Florea, episcopul Sălajului, Gurie Georgiu, episcopul Devei și Hunedoarei, Macarie Drăgoi, episcopul Europei de Nord, Timotei Bel, arhiereul vicar al Episcopiei Maramureșului și Sătmarului, și Teofil Roman, arhiereul vicar al Episcopiei Spaniei și Portugaliei. În același timp, el a devenit cel mai tânăr membru al Sfântului Sinod al Bisericii Ortodoxe Române.

### Episcop al Sălajului
Sfântul Sinod al Bisericii Ortodoxe Române a hotărât, în cadrul ședinței de joi 27 martie 2025 , alegerea episcopului Benedict Bistrițeanul pentru a ocupa funcția de episcop al Sălajului.
Această poziție a devenit vacantă în luna decembrie 2024, în urma deciziei Sinodului Mitropoliei Clujului, Maramureșului și Sălajului de a-l suspenda pe fostul episcop, Petroniu Florea. Alături de episcopul Benedict, pe lista candidaților s-a regăsit arhimandritul Samuel Cristea, profesor și duhovnic la Colegiul Ortodox „Mitropolitul Nicolae Colan” din Cluj-Napoca.
În Catedrala Episcopală „Înălțarea Domnului” din municipiul Zalău a avut loc, în Duminica a 5‑a din Postul Mare, pe 6 aprilie 2025 , întronizarea Preasfințitului Părinte Benedict, noul Episcop al Sălajului. Ceremonia a avut loc după Sfânta Liturghie, săvârșită de un sobor de arhierei, condus de Înaltpreasfințitul Părinte Andrei, Mitropolitul Clujului, Maramureșului și Sălajului. 
Împreună cu Înaltpreasfințitul Părinte Andrei, Arhiepiscopul Vadului, Feleacului și Clujului și Mitropolitul Clujului, Maramureșului și Sălajului și locțiitor de Episcop al Sălajului, au liturghisit: Preasfințitul Părinte Lucian, Episcopul Caransebeșului; Presfințitul Părinte Sofronie, Episcopul Oradiei; Preasfințitul Părinte Iustin, Episcopul Maramureșului și Sătmarului; Preasfințitul Părinte Nicodim, Episcopul Severinului și Strehaiei; Preasfințitul Părinte Paisie Sinaitul, Episcop‑vicar patriarhal; Preasfințitul Părinte Benedict Bistrițeanul, Episcop‑vicar al Arhiepiscopiei Vadului, Feleacului și Clujului și Episcop ales al Episcopiei Sălajului; Preasfințitul Părinte Damaschin Dorneanul, Episcop‑vicar al Arhiepiscopiei Sucevei și Rădăuților; Preasfințitul Părinte Timotei Sătmăreanul, Arhiereu‑vicar al Episcopiei Maramureșului și Sătmarului. 
În sobor s‑au aflat membri ai Administrației eparhiale a Episcopiei Sălajului și alți slujitori ai sfintelor altare. Răspunsurile liturgice au fost date de corul Catedralei Episcopale „Înălțarea Domnului” din Zalău. Preoții din eparhie au participat la Sfânta Liturghie și la ceremonia de întronizare împreună cu numeroși credincioși care au venit să își primească noul arhipăstor. 

## Imagini

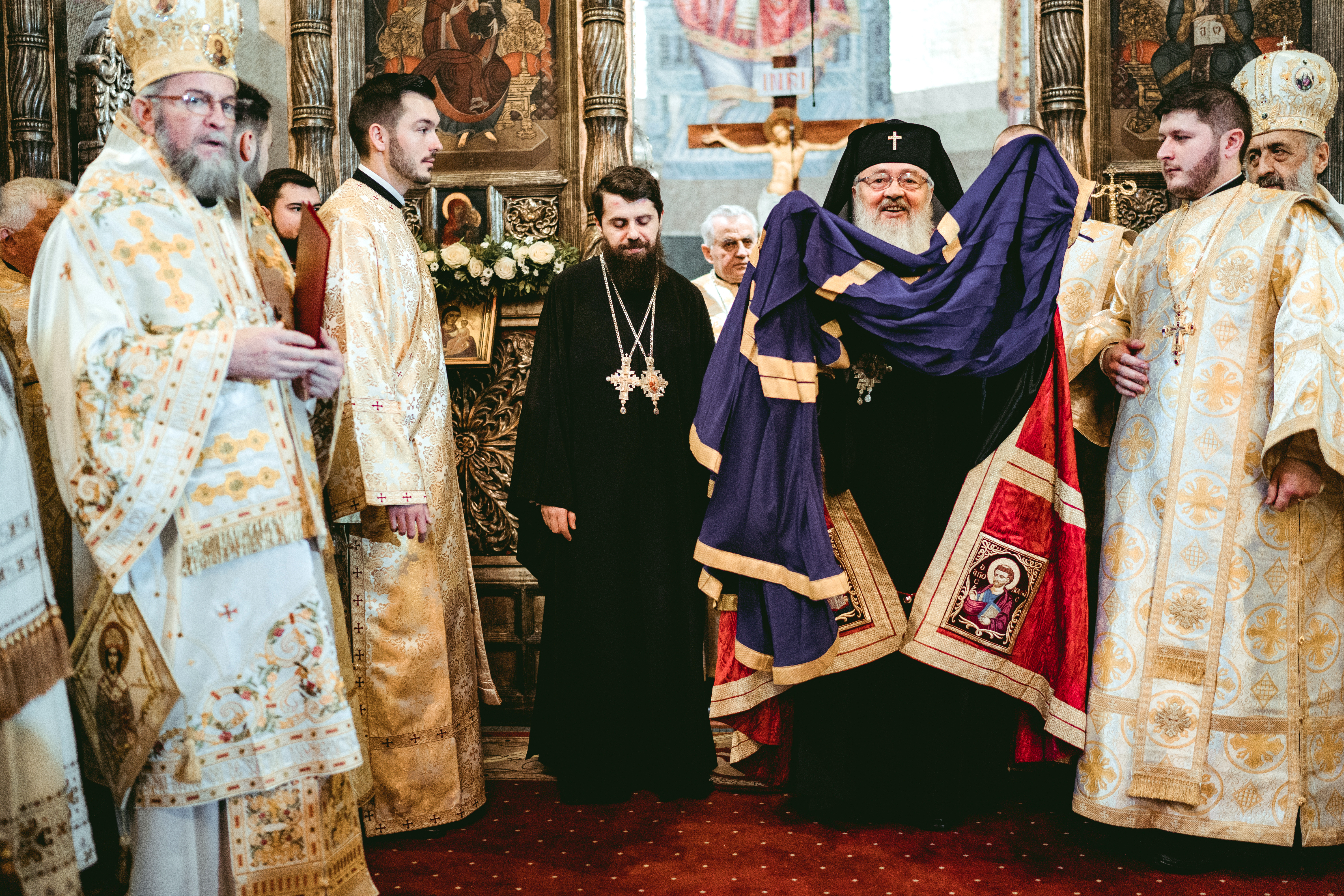
Hirotonia întru arhiereu (Catedrala Mitropolitană din Cluj)
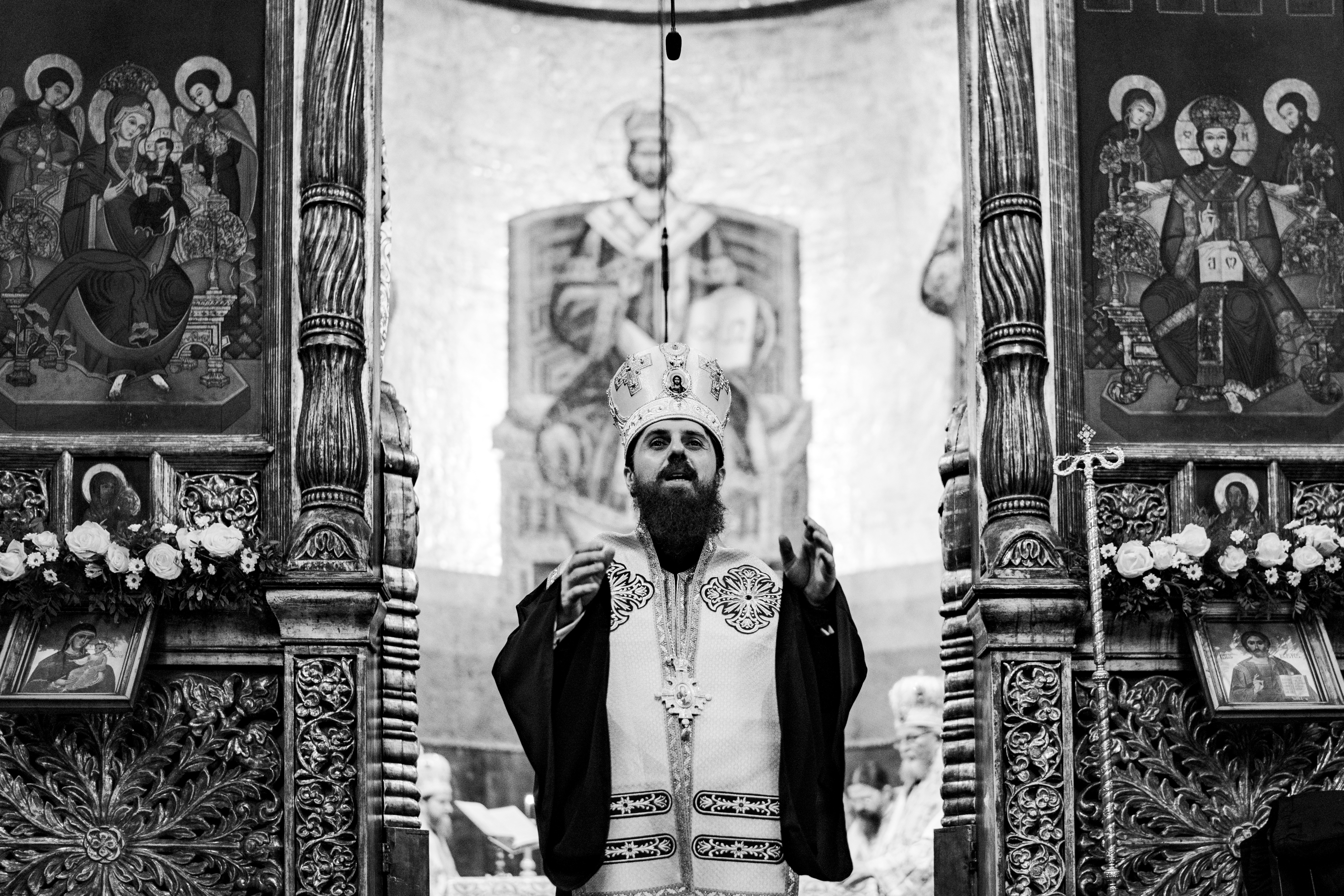
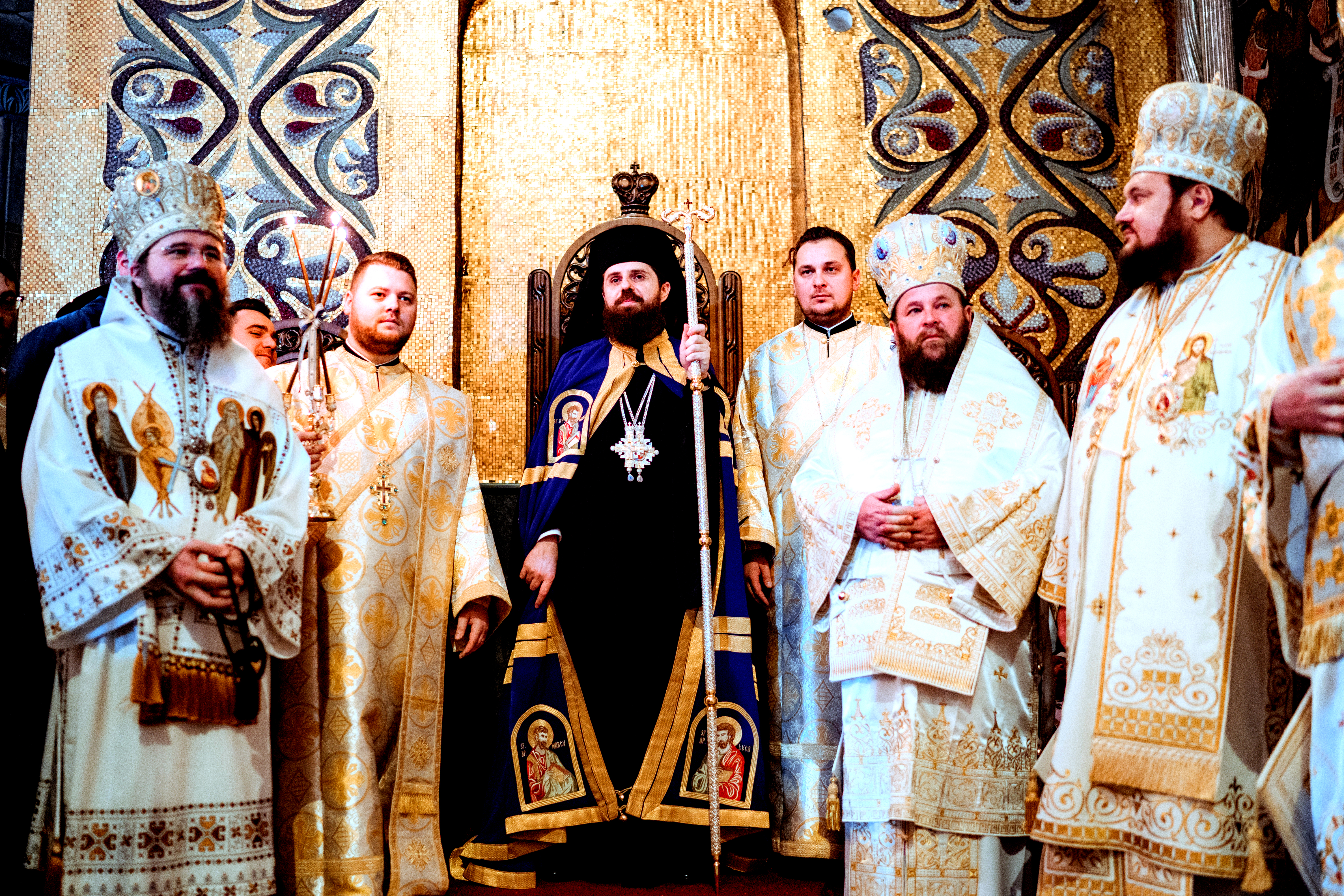
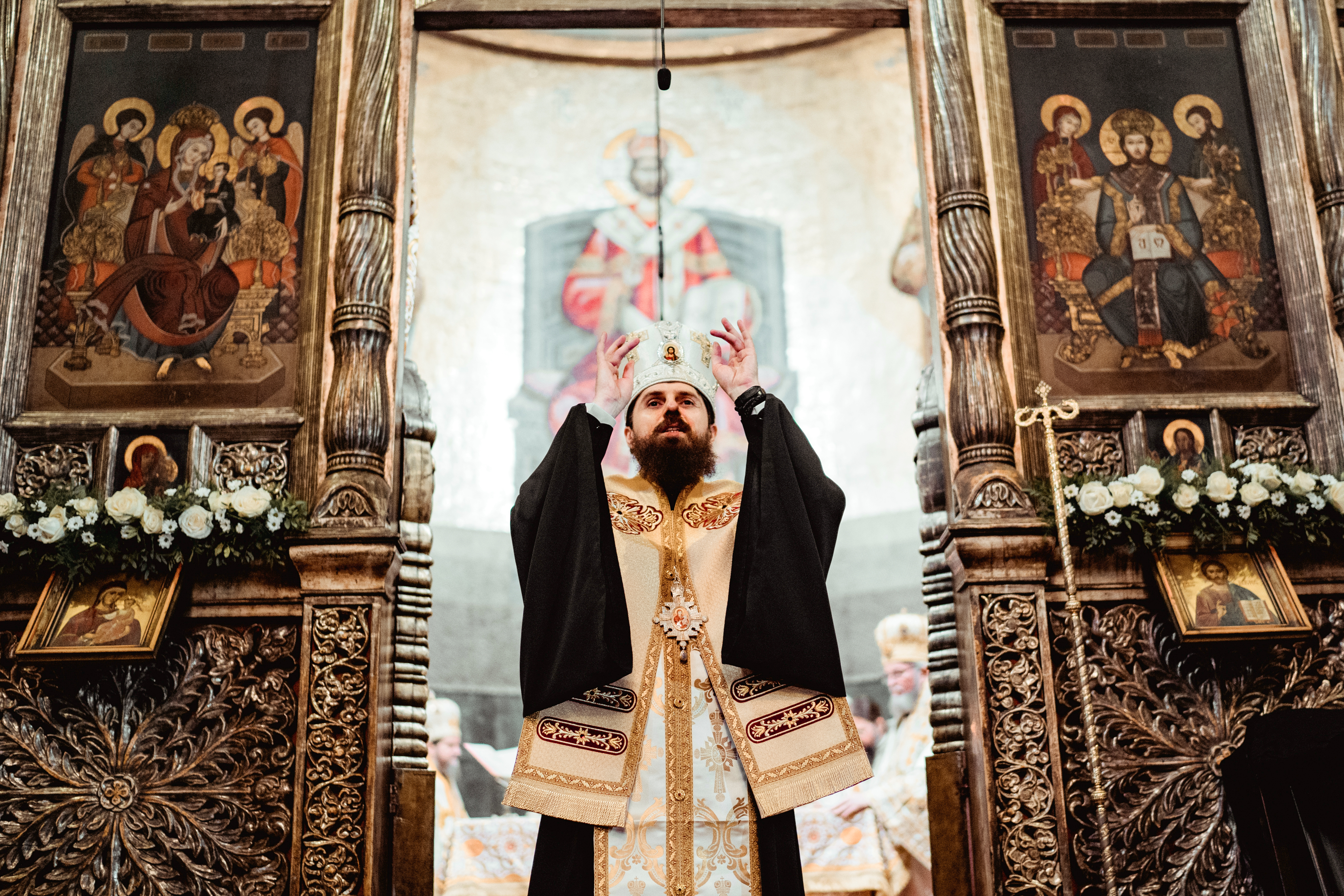
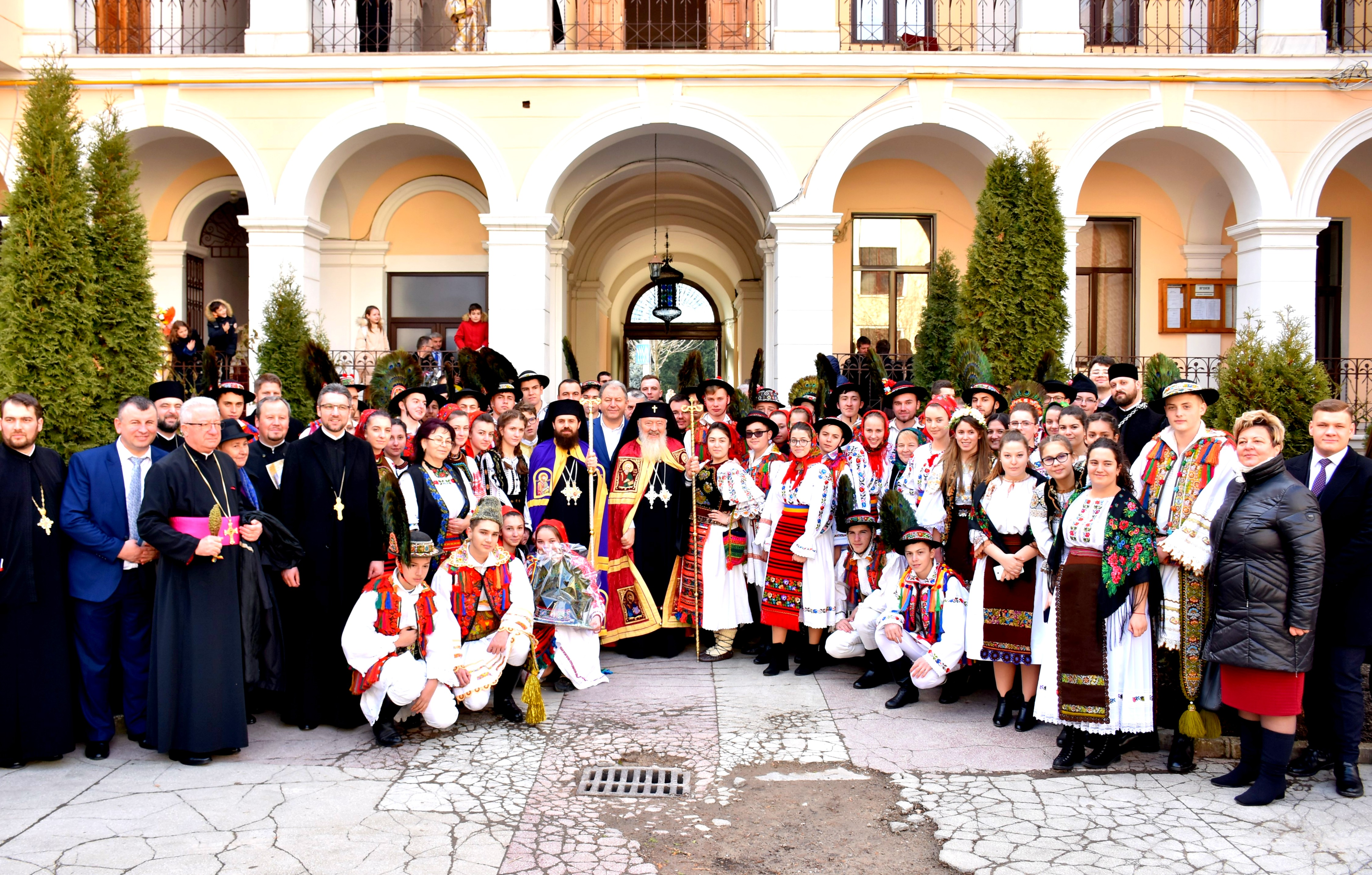
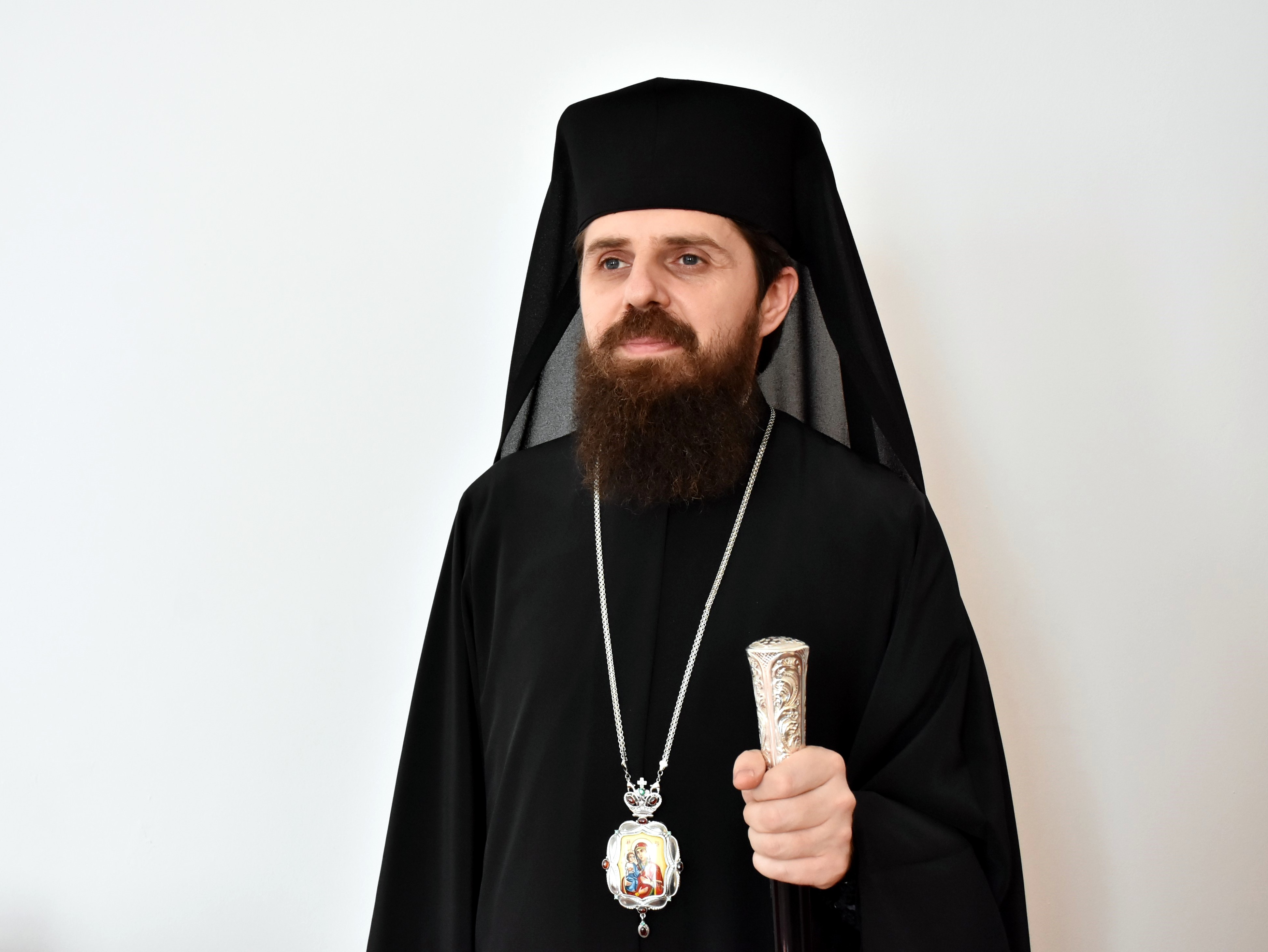
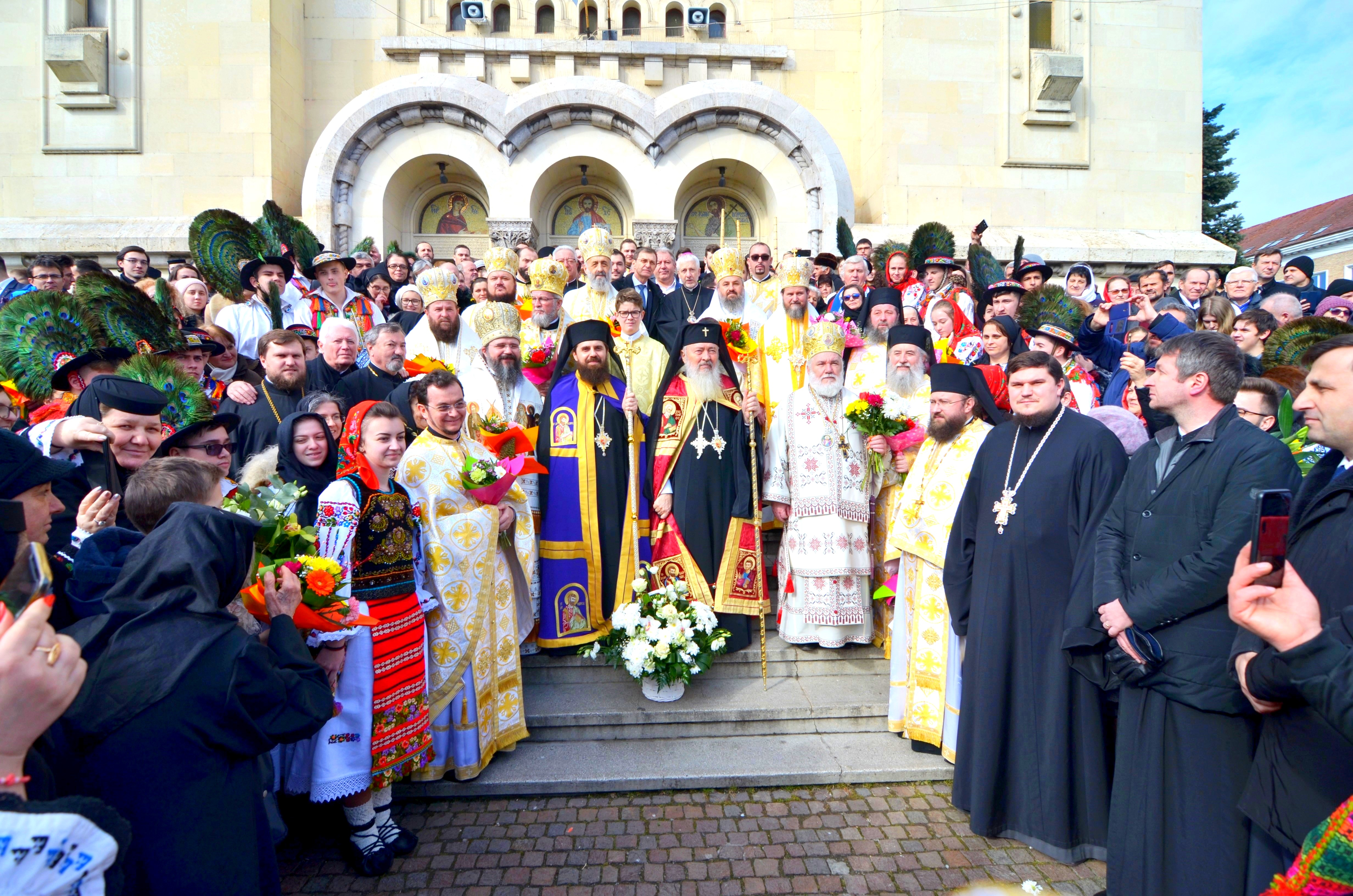